# Neurolepis elata
Neurolepis elata là một loài cỏ thuộc họ Poaceae.
Loài này chỉ có ở Ecuador.